# Morondava
Morondava é uma cidade na costa oeste de Madagáscar.  Ela é a capital da região Menabe.

## Geografia
Morondava é situada na estrada nacional n.º 35 a 456 km de Ivato (Ambositra) e a 750 km da capital Antananarivo na costa do Canal de Moçambique. Ela é na beira do rio Morandava.
Ela tem um aeroporto servido com voos regulares da Air Madagascar.

## Ecologia
A Reserva Natural Integral do Tsingy de Bemaraha e o Parque nacional de Kirindy Mitea são situados perto de Morondava.